# Addison (Texas)
Pour les articles homonymes, voir Addison.
Addison est une ville du comté de Dallas dans l'État américain du Texas. Addison est une banlieue de Dallas et de Fort Worth, avec une population de 13 056 habitants selon le recensement de 2010.

## Histoire

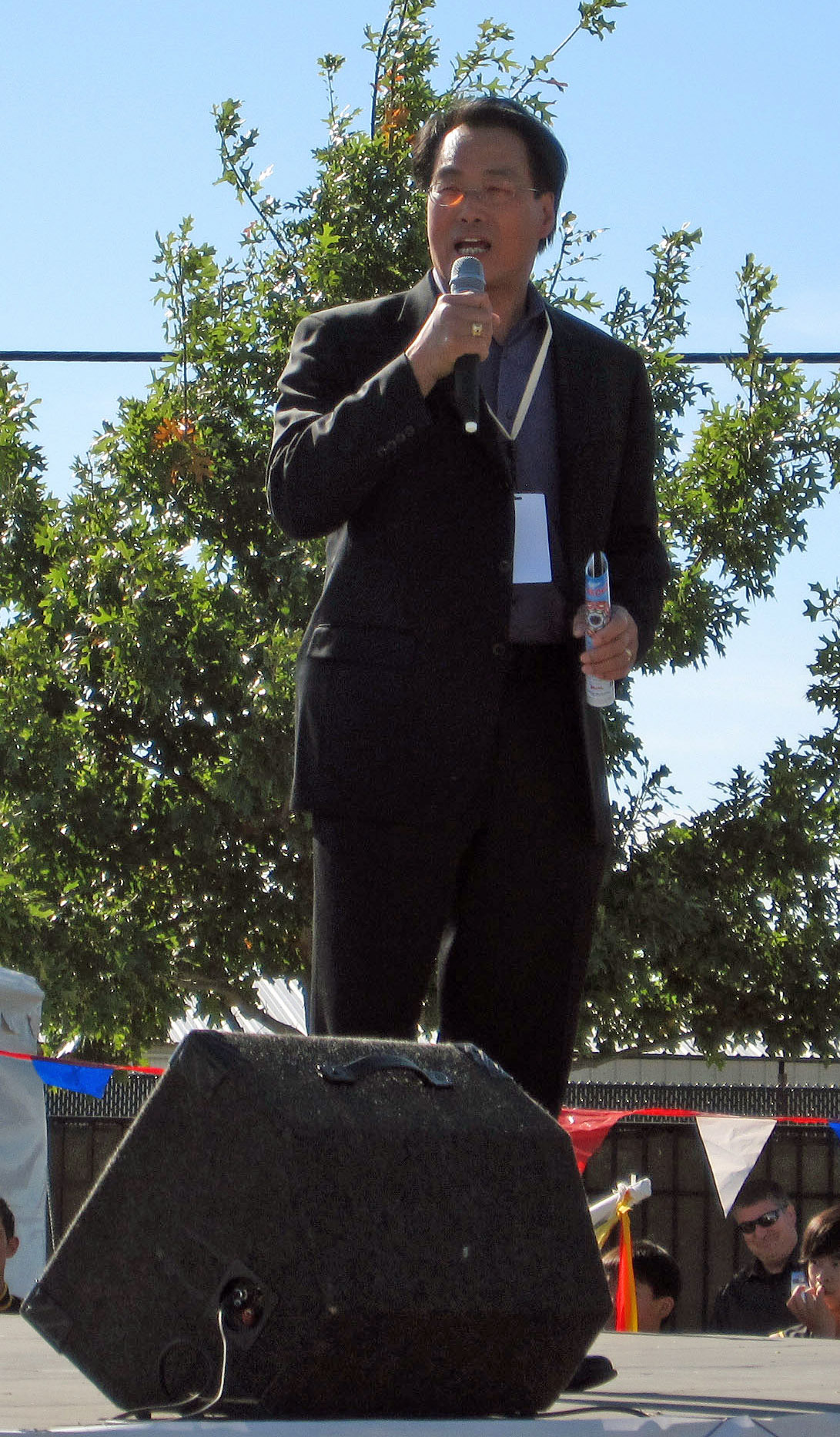
Joe Chow, ancien maire d'Addison

Le territoire actuel d'Addison est colonisé au début de l'année 1846 quand Preston Witt construit une maison proche de White Rock Creek. En 1902, ce qui n'était qu'une communauté est baptisée Addison après qu'Addison Robertson, un ancien maître de poste entre 1908 et 1916, arrive en ville. La première industrie de la ville était un atelier de tissage de coton, ouvrant en 1902 sur Addison Road.
La bourgade d'Addison est incorporée en tant que ville le 15 juin 1953. Le premier maire est M. W. Morris et le conseil municipal était composé de Guy Dennis, Robert W. Wood, J. E. Julian, Jr., Dr H. T. Nesbit et de Seldon Knowles. En 1982, le nom change en Town of Addison.

## Géographie
Selon le Bureau du recensement des États-Unis, la ville a une superficie entièrement terrestre de 11,5 km2.

### Climat
Addison est considérée étant une ville située dans une région à climat subtropical humide.
| Mois                              | jan.  | fév.  | mars  | avril | mai  | juin  | jui. | août | sep. | oct.  | nov. | déc.  | année |
| --------------------------------- | ----- | ----- | ----- | ----- | ---- | ----- | ---- | ---- | ---- | ----- | ---- | ----- | ----- |
| Température minimale moyenne (°C) | 2,8   | 5     | 9,4   | 13,3  | 18,3 | 22,8  | 25   | 25   | 20,6 | 14,4  | 8,9  | 3,9   | 14,1  |
| Température moyenne (°C)          | 8,3   | 10,6  | 15    | 19,4  | 23,9 | 28,3  | 30,6 | 30,6 | 26,1 | 20,6  | 14,4 | 9,4   | 19,8  |
| Température maximale moyenne (°C) | 13,9  | 16,1  | 20,6  | 25    | 28,9 | 33,3  | 35,6 | 35,6 | 31,7 | 26,1  | 19,4 | 14,4  | 25,1  |
| Record de froid (°C)              | −16,7 | −13,9 | −11,1 | −0,6  | 3,9  | 11,7  | 15,6 | 15   | 6,1  | −2,8  | −8,3 | −17,2 | −1,5  |
| Record de chaleur (°C)            | 31,1  | 35    | 36,1  | 37,8  | 39,4 | 44,4  | 43,9 | 42,8 | 43,3 | 37,8  | 31,7 | 31,7  | 37,9  |
| Précipitations (mm)               | 52,3  | 68,6  | 88,6  | 78    | 125  | 104,4 | 56,1 | 47,5 | 72,1 | 121,7 | 73,2 | 69,6  | 957,1 |

| Diagramme climatique                                  |           |             |          |             |               |            |            |              |               |             |             |
| J                                                     | F         | M           | A        | M           | J             | J          | A          | S            | O             | N           | D           |
| 13,92,852,3                                           | 16,1568,6 | 20,69,488,6 | 2513,378 | 28,918,3125 | 33,322,8104,4 | 35,62556,1 | 35,62547,5 | 31,720,672,1 | 26,114,4121,7 | 19,48,973,2 | 14,43,969,6 |
| Moyennes : • Temp. maxi et mini °C • Précipitation mm |           |             |          |             |               |            |            |              |               |             |             |

## Démographie
| Groupe                           | Addison | Texas | États-Unis |
| -------------------------------- | ------- | ----- | ---------- |
| Blancs                           | 67,7    | 70,4  | 72,4       |
| Afro-Américains                  | 11,9    | 11,9  | 12,6       |
| Autres                           | 9,1     | 10,6  | 6,4        |
| Asiatiques                       | 7,4     | 3,8   | 4,8        |
| Métis                            | 3,6     | 2,7   | 2,9        |
| Amérindiens                      | 0,4     | 0,7   | 0,9        |
| Total                            | 100     | 100   | 100        |
|                                  |         |       |            |
| Hispaniques et Latino-Américains | 25,2    | 37,6  | 16,7       |

Addison est une ville très aisée. Ainsi, entre 2012 et 2016, le revenu par habitant était en moyenne de 51 833 dollars par an, bien au-dessus de la moyenne du Texas (27 828 dollars) et des États-Unis (29 829 dollars). De plus, seulement 7,9 % des habitants de Addison vivaient sous le seuil de pauvreté (contre 15,6 % dans l'État et 12,7 % à l'échelle du pays).
Toutefois, 18,7 % de la population ne possède pas d'assurance maladie, contre 18,6 % au niveau de l'État et 10,1 % au niveau national.
Selon l'American Community Survey pour la période 2011-2015, 71,70 % de la population âgée de plus de 5 ans déclare parler l'anglais à la maison, 17,16 % déclare parler l'espagnol, 1,87 % le coréen, 1,53 % une langue chinoise, 0,68 % une langue africaine, 0,64 % l'arabe, 0,61 % le vietnamien et 5,80 % une autre langue.

## Économie
Aujourd'hui, Addison est le résultat d'une croissance économique locale forte depuis les années 1980. Alors que la population d'Addison tourne autour des 13 000 habitants, chaque jour, la population atteint les 100 000 habitants car la ville est un poumon économique.
Avec plus de 170 restaurants, il y a un restaurant pour 77 habitants d'Addison. La ville est un lieu populaire pour ses restaurants car ceux-ci ont l'autorisation de servir de l'alcool ce qui n'est pas le cas dans de nombreuses localités environnantes. Addison héberge 22 hôtels avec au moins 4 000 chambres et lieux de rencontre.

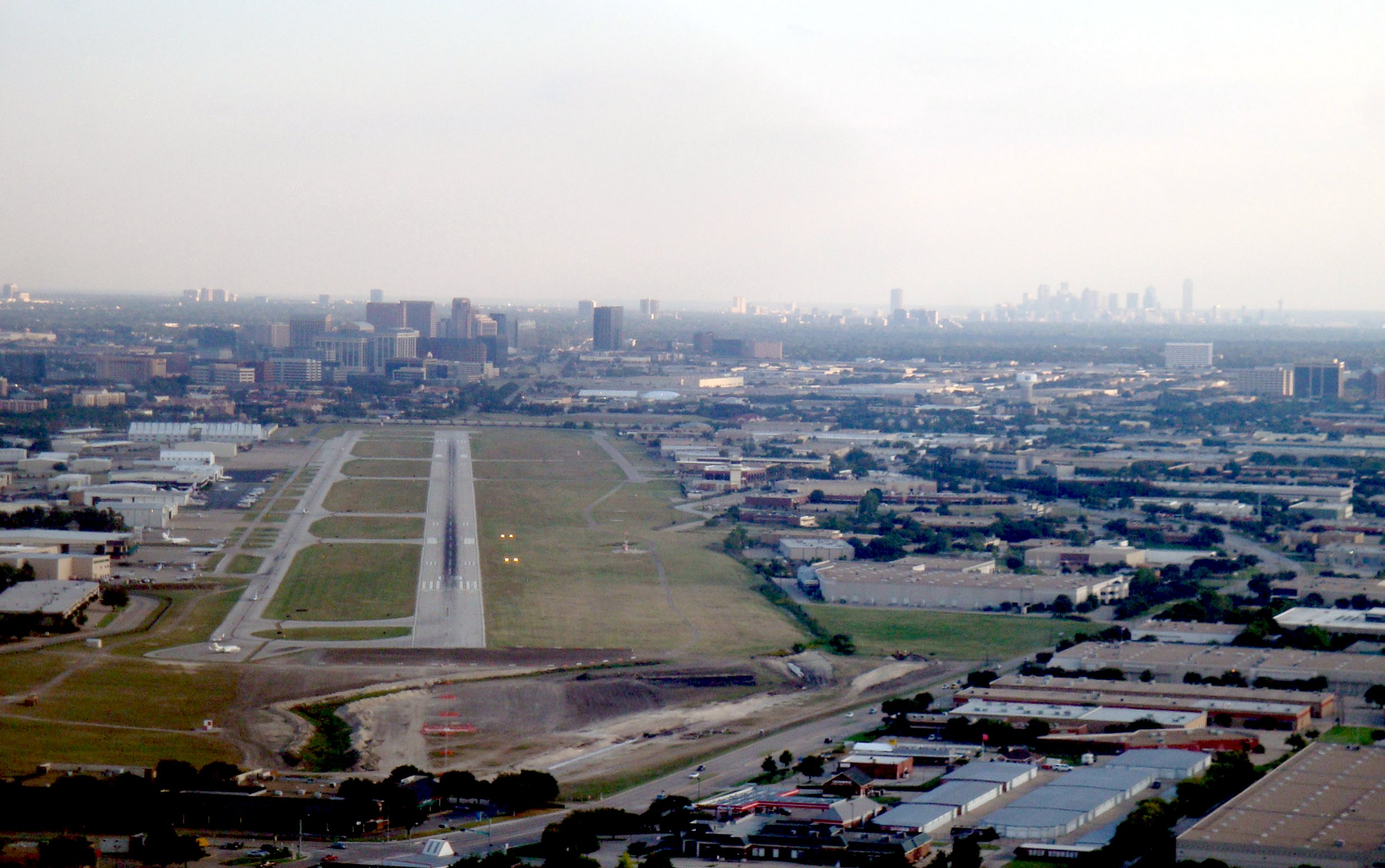
Vue de l'aéroport d'Addison

La ville possède un aéroport, l'aéroport d'Addison, desservant Dallas et couvrant la moitié de la superficie de la ville. De nombreuses entreprises ont leurs offices à Addison, notamment Dresser Inc. et Mary Kay Cosmetics. De grands employeurs sont situés à Addison comme la Bank of America, Regus, Jani-King ou Palm Harbor Homes,. L'entreprise Martinaire a ses offices à l'aéroport d'Addison. Compuware est aussi installé à Addison. Pendant une période, CompUSA et Pizza Hut avaient des bureaux en ville, désormais situés à Plano. Addison est aussi situé à proximité des bureaux d'Hewlett-Packard, de J. C. Penney, et de Frito-Lay qui sont à Plano.

## Éducation

### Écoles publiques
La plupart des habitants font partie du Dallas Independent School District, alors qu'une minorité sont dans le Carrollton-Farmers Branch Independent School District.
Généralement, les enfants du Dallas Independent School District rejoignent George H. W. Bush Elementary School à Addison. Les enfants scolarisés dans cette école viennent d'au-delà d'Addison.
Les enfants d'Addison vivant en dehors de sa zone de servitude ne bénéficient pas du transport scolaire
Les autres écoles du district de Dallas desservent aussi les habitants d'Addison. Parmi ces écoles figurent Anne Frank Elementary School, à Dallas et Jerry Junkins Elementary School, à Carrollton,.
La ville d'Addison a demandé au Dallas Independent School District de construire l'école Bush dans un environnement permettant de sensibiliser les élèves aux problèmes environnementaux.
Les étudiants des zones de Bush et Junkins rejoignent généralement la Walker Middle School ou la W.T. White High School à Dallas,.
Les étudiants de la zone de Frank rejoignent la Benjamin Franklin Middle School ou la Hillcrest High School,.

### Écoles privées
Deux écoles privées existent à Addison, Greenhill School avec 1 200 étudiants. La Trinity Christian Academy est situé sur la commune.

### Histoire des écoles d'Addison
Le bâtiment de l'Addison School ouvre en 1914. En 1954, l'école est intégrée au Dallas Independent School District avant de fermer en 1964. Le bâtiment est depuis devenu le "Magic Time Machine Restaurant".
McLaughlin ouvre en 1959, Field en 1960, Stark en 1963 et R. L. Turner High School en 1962, remplaçant Carrollton High School. George Herbert Walker Bush Elementary School ouvre à Addison en 2011.

## Attractions

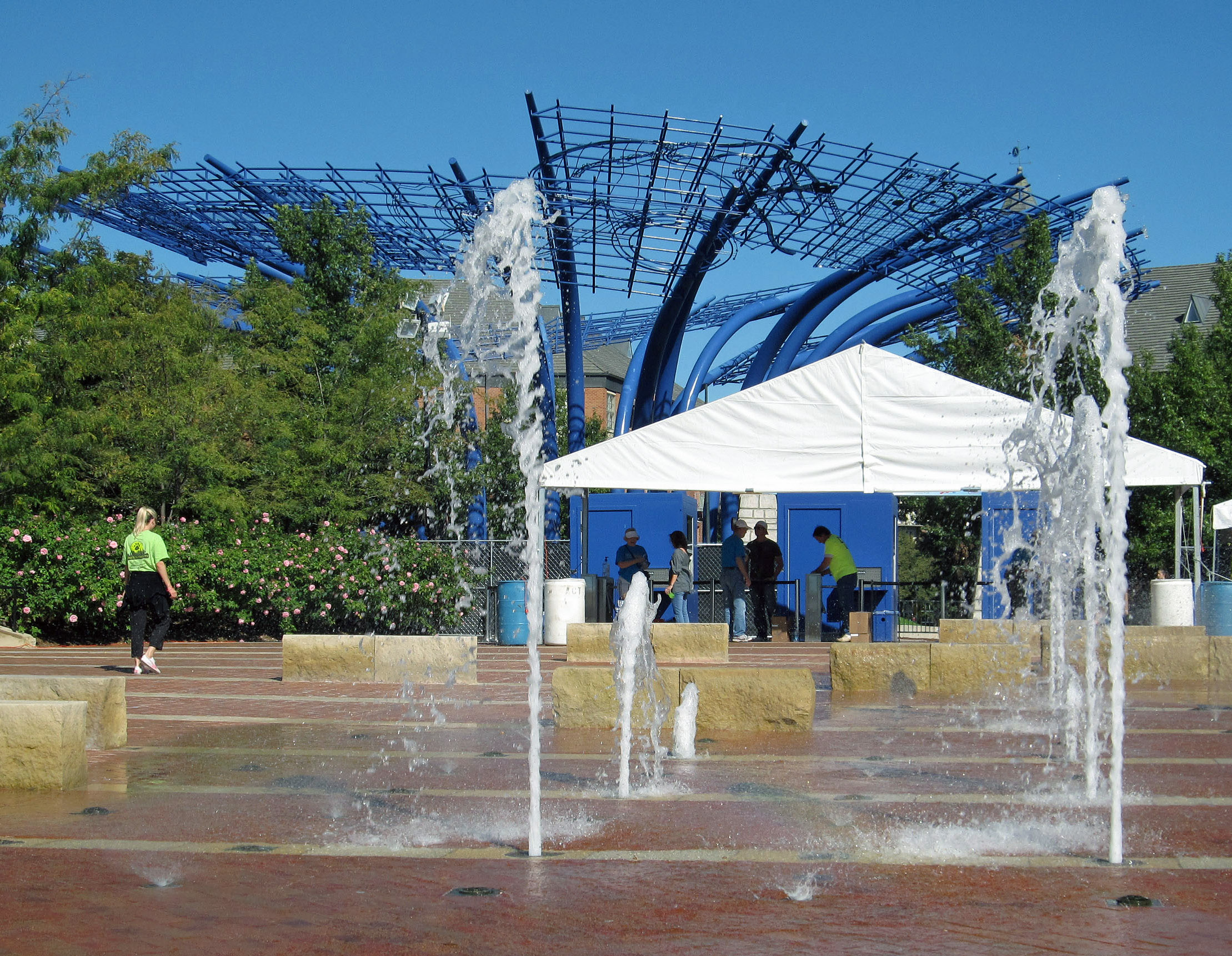
Addison Circle

En raison de son ambiance majoritairement tournée autour du commerce, les habitants d'Addison jouissent d'un style de vie unique parmi les autres villes de la banlieue de Dallas. En 2005, la ville introduit le haut débit afin de couvrir toute la ville.
La ville possède un parc de 48 hectares ayant ouvert en 1978.

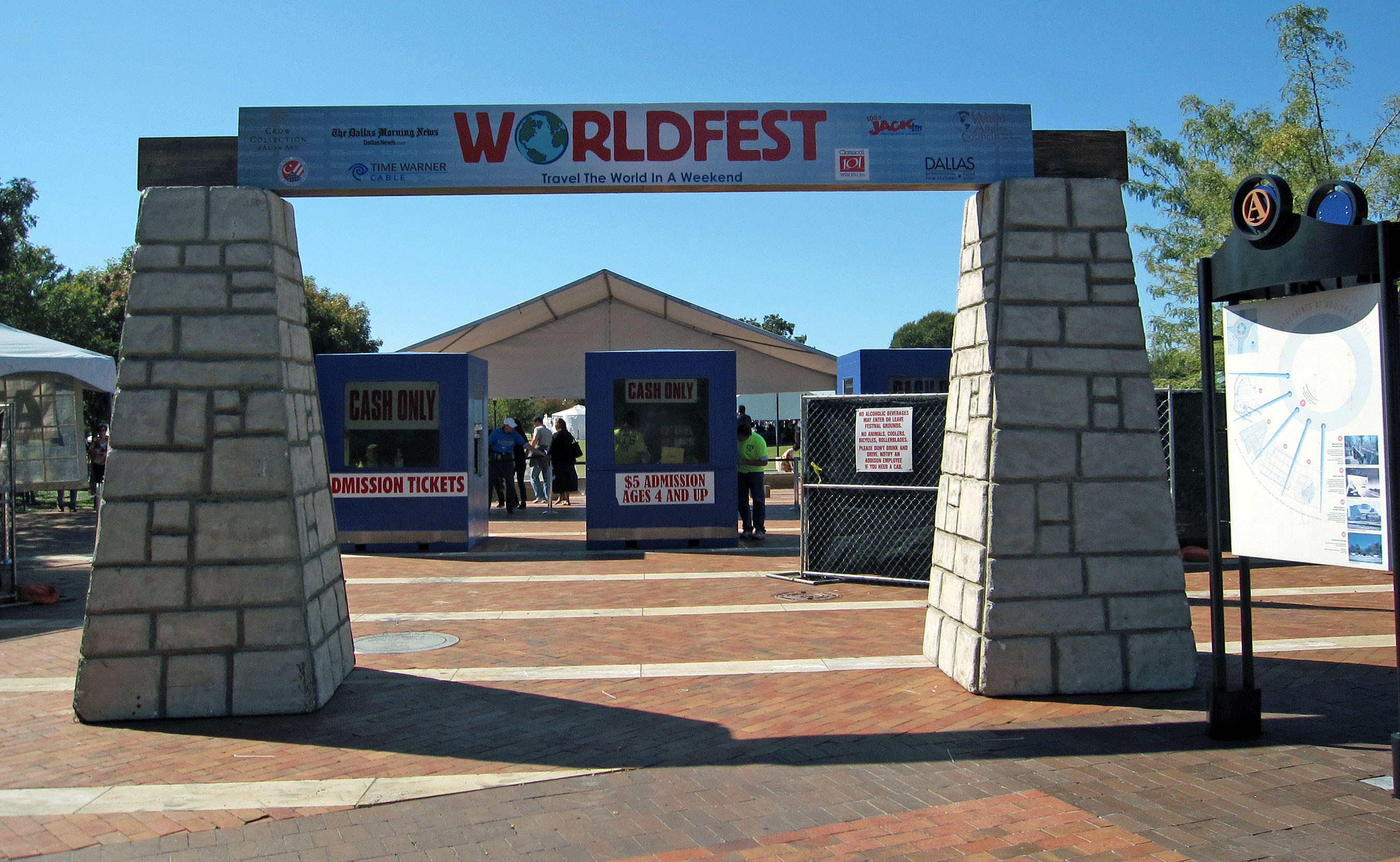
Entrée du Worldfest 2009

Les habitants et les touristes peuvent, à Addison, visiter de nombreux endroits. La ville accueille des événements sur 29 semaines dans l'année. Le WaterTower Theatre est un haut lieu de la culture avec des concerts, pièces de théâtre... Le lieu héberge le Out of the Loop Festival. Le Cavanaugh Flight Museum présente une collection d'avions de la Seconde Guerre mondiale, notamment l'Aeronca L-3 Grasshopper. L'Addison Circle Park, construit au début des années 2000, est un lieu permettant l'organisation d'événements en extérieur comme le North Texas Jazz Fest de l'University of North Texas, lAddison Artfest, l'Oktoberfest, et une exposition culinaire Taste Addison. L'Addison Improv Comedy Club and Restaurant est un lieu réputé pour la découverte de talents comiques au Texas.
Addison héberge le plus grand spectacle pyrotechnique du Jour de l'Indépendance baptisé Kaboom Town.